# Podhorie
|  | No s'ha de confondre amb Podhorie (Banská Štiavnica). |

Podhorie és un poble i municipi d'Eslovàquia que es troba a la regió de Žilina, al centre-nord del país.

## Història
La primera menció escrita de la vila es remunta al 1393.

## Demografia
| Godina             | 1994 | 2004   | 2014    | 2024    |
| ------------------ | ---- | ------ | ------- | ------- |
| Nombre de persones | 737  | 761    | 860     | 1093    |
| Diferència         |      | +3,25% | +13,00% | +27,09% |

| Godina             | 2023 | 2024   |
| ------------------ | ---- | ------ |
| Nombre de persones | 1060 | 1093   |
| Diferència         |      | +3,11% |